# Fréchet-Aure
Pour les articles homonymes, voir Fréchet et Aure.
Fréchet-Aure est une commune française située dans le sud-est du département des Hautes-Pyrénées, en région Occitanie. Sur le plan historique et culturel, la commune est dans le Pays d'Aure, constitué de la vallée de la Neste (en aval de Sarrancolin), de la vallée d'Aure (en amont de Sarrancolin) et de la vallée du Louron.
Exposée à un climat de montagne, elle est drainée par la Neste, le ruisseau d'Ardengost et par divers autres petits cours d'eau. La commune possède un patrimoine naturel remarquable : un site Natura 2000 (« Garonne, Ariège, Hers, Salat, Pique et Neste ») et quatre zones naturelles d'intérêt écologique, faunistique et floristique.
Fréchet-Aure est une commune rurale qui compte 16 habitants en 2022, après avoir connu un pic de population de 81 habitants en 1831. Ses habitants sont appelés les Fréchetais ou  Fréchetaises.

## Géographie

### Localisation
La commune de Fréchet-Aure se trouve dans le département des Hautes-Pyrénées, en région Occitanie.
Elle se situe à 41 km à vol d'oiseau de Tarbes, préfecture du département, à 23 km de Bagnères-de-Bigorre, sous-préfecture, et à 19 km de Capvern, bureau centralisateur du canton de Neste, Aure et Louron dont dépend la commune depuis 2015 pour les élections départementales.
La commune fait en outre partie du bassin de vie d'Arreau.
Les communes les plus proches sont : 
Camous (1,6 km), Aspin-Aure (2,5 km), Pailhac (2,5 km), Ardengost (2,8 km), Arreau (3,0 km), Beyrède-Jumet (3,1 km), Jézeau (3,4 km), Ilhet (3,8 km).
Sur le plan historique et culturel, Fréchet-Aure fait partie du pays de la vallée d'Aure ou pays d'Aure, constitué de la vallée de la Neste (en aval de Sarrancolin), de la vallée d'Aure (en amont de Sarrancolin) et de la vallée du Louron (confluente à Arreau).

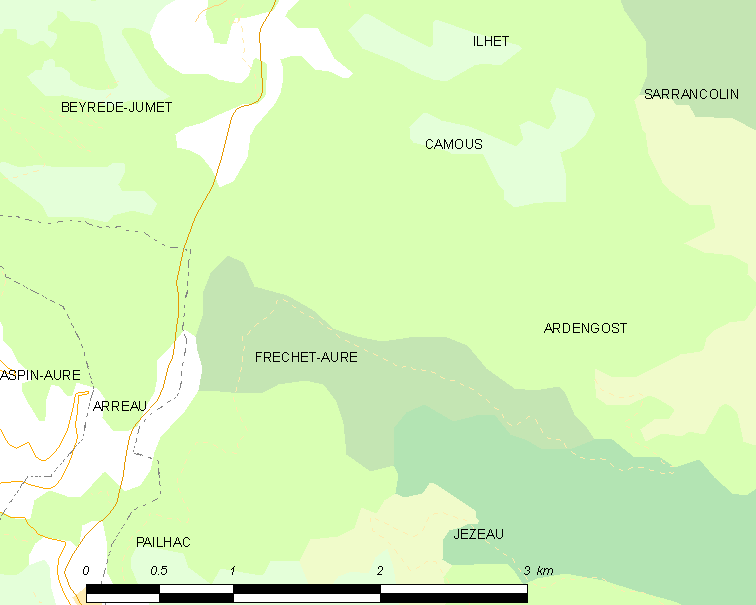
Carte de la commune de Fréchet-Aure et des proches communes.

|         | Beyrède-Jumet-Camous |           |
| Arreau  | Fréchet-Aure         | Ardengost |
| Pailhac | Jézeau               |           |

### Paysages et relief

Sélection de vues des fontaines municipales.
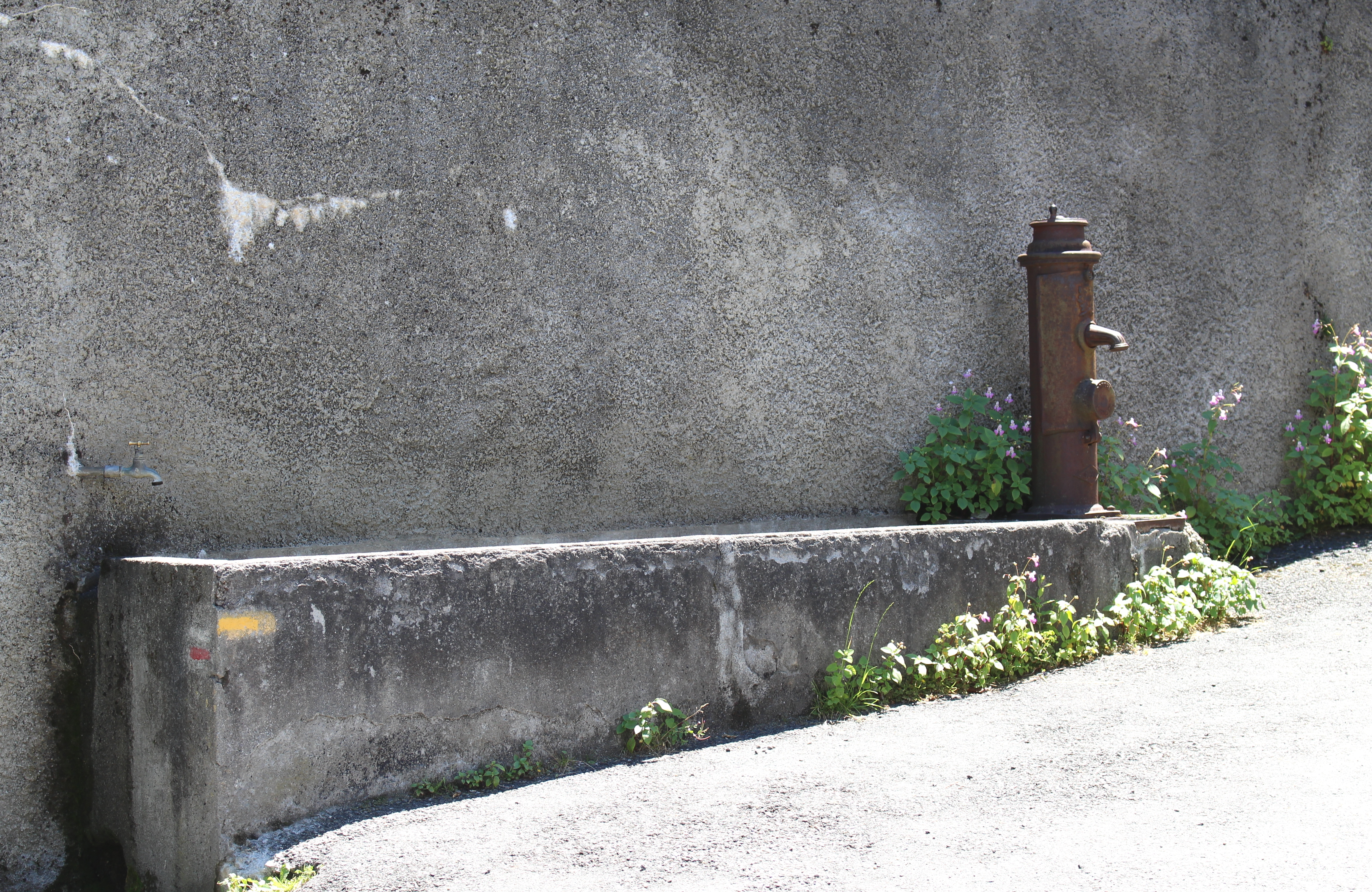
Les fontaines.
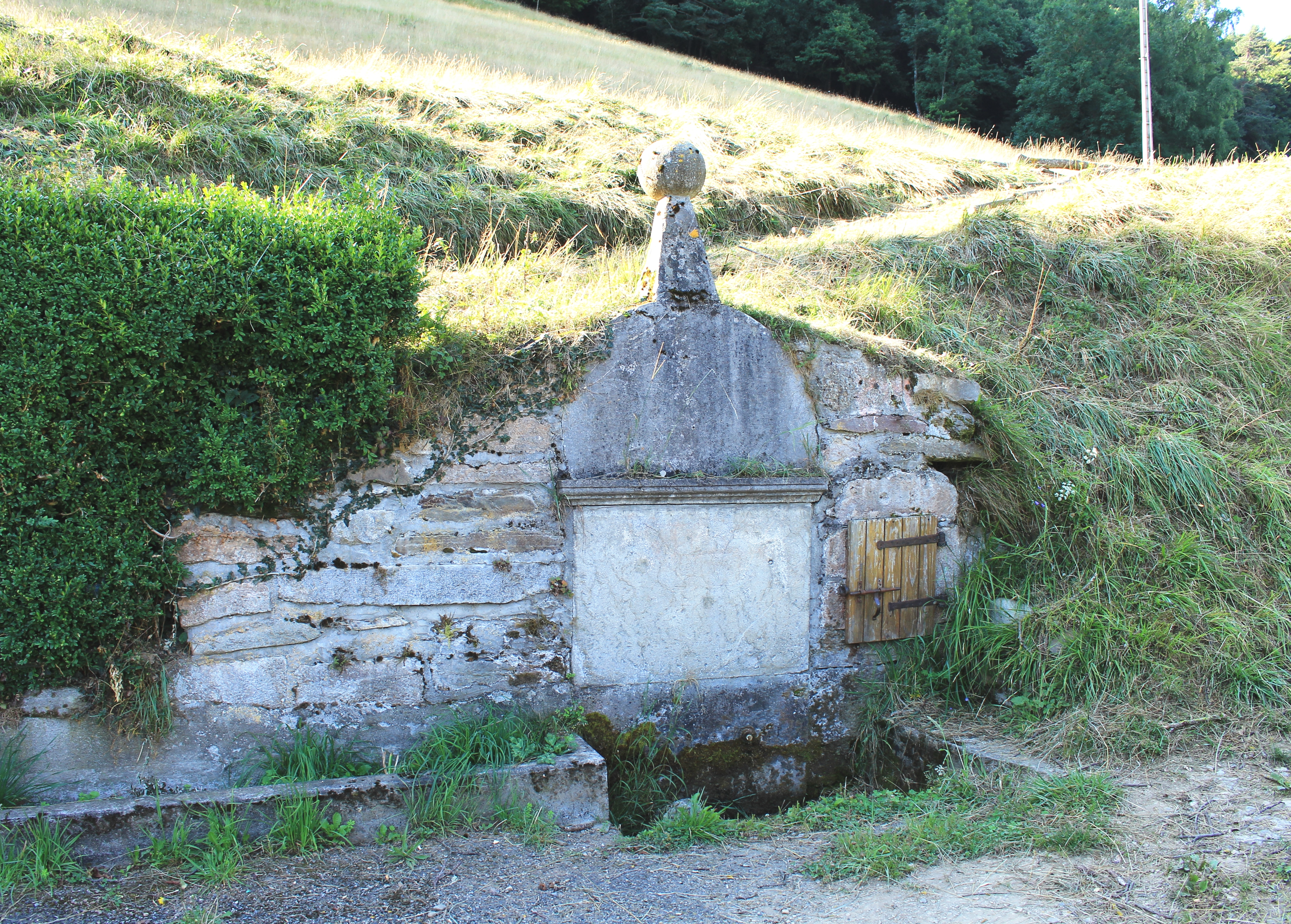

### Hydrographie
La commune est dans le bassin versant de la Garonne, au sein du bassin hydrographique Adour-Garonne. Elle est drainée par le Neste, le ruisseau d'Ardengost, Coume d'Hontadet, le ruisseau de la Garrade et par un petit cours d'eau, constituant un réseau hydrographique de 5 km de longueur totale,.
Le Neste, d'une longueur totale de 73,1 km, prend sa source dans la commune d'Aragnouet et s'écoule vers le nord puis se réoriente vers l'est. Il traverse la commune et se jette dans la Garonne à Montréjeau, après avoir traversé 34 communes.

### Climat
Le climat qui caractérise la commune est qualifié, en 2010, de « climat des marges montargnardes », selon la typologie des climats de la France qui compte alors huit grands types de climats en métropole. En 2020, la commune ressort du type « climat de montagne » dans la classification établie par Météo-France, qui ne compte désormais, en première approche, que cinq grands types de climats en métropole. Pour ce type de climat, la température décroît rapidement en fonction de l'altitude. On observe une nébulosité minimale en hiver et maximale en été. Les vents et les précipitations varient notablement selon le lieu.
Les paramètres climatiques qui ont permis d’établir la typologie de 2010 comportent six variables pour les températures et huit pour les précipitations, dont les valeurs correspondent à la normale 1971-2000. Les sept principales variables caractérisant la commune sont présentées dans l'encadré ci-après.
| Paramètres climatiques communaux sur la période 1971-2000 - Moyenne annuelle de température : 10,2 °C - Nombre de jours avec une température inférieure à −5 °C : 6,4 j - Nombre de jours avec une température supérieure à 30 °C : 3,8 j - Amplitude thermique annuelle : 14,6 °C - Cumuls annuels de précipitation : 1 157 mm - Nombre de jours de précipitation en janvier : 10,1 j - Nombre de jours de précipitation en juillet : 8 j |

Avec le changement climatique, ces variables ont évolué. Une étude réalisée en 2014 par la Direction générale de l'Énergie et du Climat complétée par des études régionales prévoit en effet que la  température moyenne devrait croître et la pluviométrie moyenne baisser, avec toutefois de fortes variations régionales. Ces changements peuvent être constatés sur la station météorologique de Météo-France la plus proche, « Arreau Borderes », sur la commune d'Arreau, mise en service en 1943 et qui se trouve à 3 km à vol d'oiseau,, où la température moyenne annuelle est de 9,6 °C et la hauteur de précipitations de 894,8 mm pour la période 1981-2010.
Sur la station météorologique historique la plus proche, « Tarbes-Lourdes-Pyrénées », sur la commune d'Ossun, mise en service en 1946 et à 43 km, la température moyenne annuelle évolue de 12,2 °C pour la période 1971-2000, à 12,6 °C pour 1981-2010, puis à 12,9 °C pour 1991-2020.

### Milieux naturels et biodiversité

#### Réseau Natura 2000

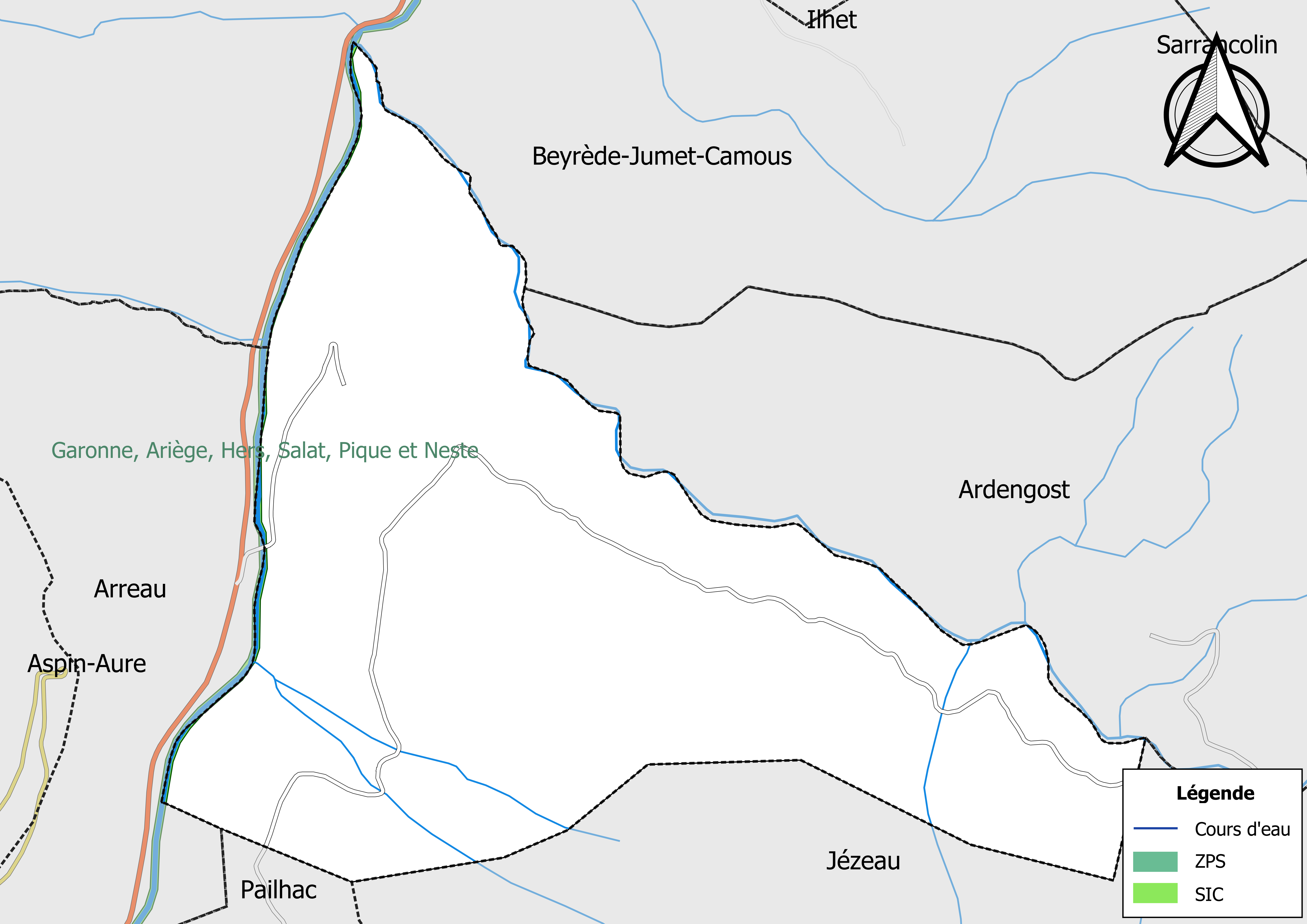
Site Natura 2000 sur le territoire communal.

Le réseau Natura 2000 est un réseau écologique européen de sites naturels d'intérêt écologique élaboré à partir des directives habitats et oiseaux, constitué de zones spéciales de conservation (ZSC) et de zones de protection spéciale (ZPS).
Un site Natura 2000 a été défini sur la commune au titre de la directive habitats : « garonne, Ariège, Hers, Salat, Pique et Neste », d'une superficie de 9 581 ha, un réseau hydrographique pour les poissons migrateurs (zones de frayères actives et potentielles importantes pour le Saumon en particulier qui fait l'objet d'alevinages réguliers et dont des adultes atteignent déjà Foix sur l'Ariège.

#### Zones naturelles d'intérêt écologique, faunistique et floristique
L’inventaire des zones naturelles d'intérêt écologique, faunistique et floristique (ZNIEFF) a pour objectif de réaliser une couverture des zones les plus intéressantes sur le plan écologique, essentiellement dans la perspective d’améliorer la connaissance du patrimoine naturel national et de fournir aux différents décideurs un outil d’aide à la prise en compte de l’environnement dans l’aménagement du territoire.
Deux ZNIEFF de type 1 sont recensées sur la commune :
la « Neste moyenne et aval » (283 ha), couvrant 25 communes dont une dans la Haute-Garonne et 24 dans les Hautes-Pyrénées et 
les « vallons forestiers et milieux subalpins en rive droite du bas Louron » (6 635 ha), couvrant 17 communes dont deux dans la Haute-Garonne et 15 dans les Hautes-Pyrénées
et deux ZNIEFF de type 2, : 
- les « Garonne amont, Pique et Neste » (1 788 ha), couvrant 112 communes dont 42 dans la Haute-Garonne et 70 dans les Hautes-Pyrénées[28] ;
- la « vallée du Louron » (16 472 ha), couvrant 30 communes dont six dans la Haute-Garonne et 24 dans les Hautes-Pyrénées[29].

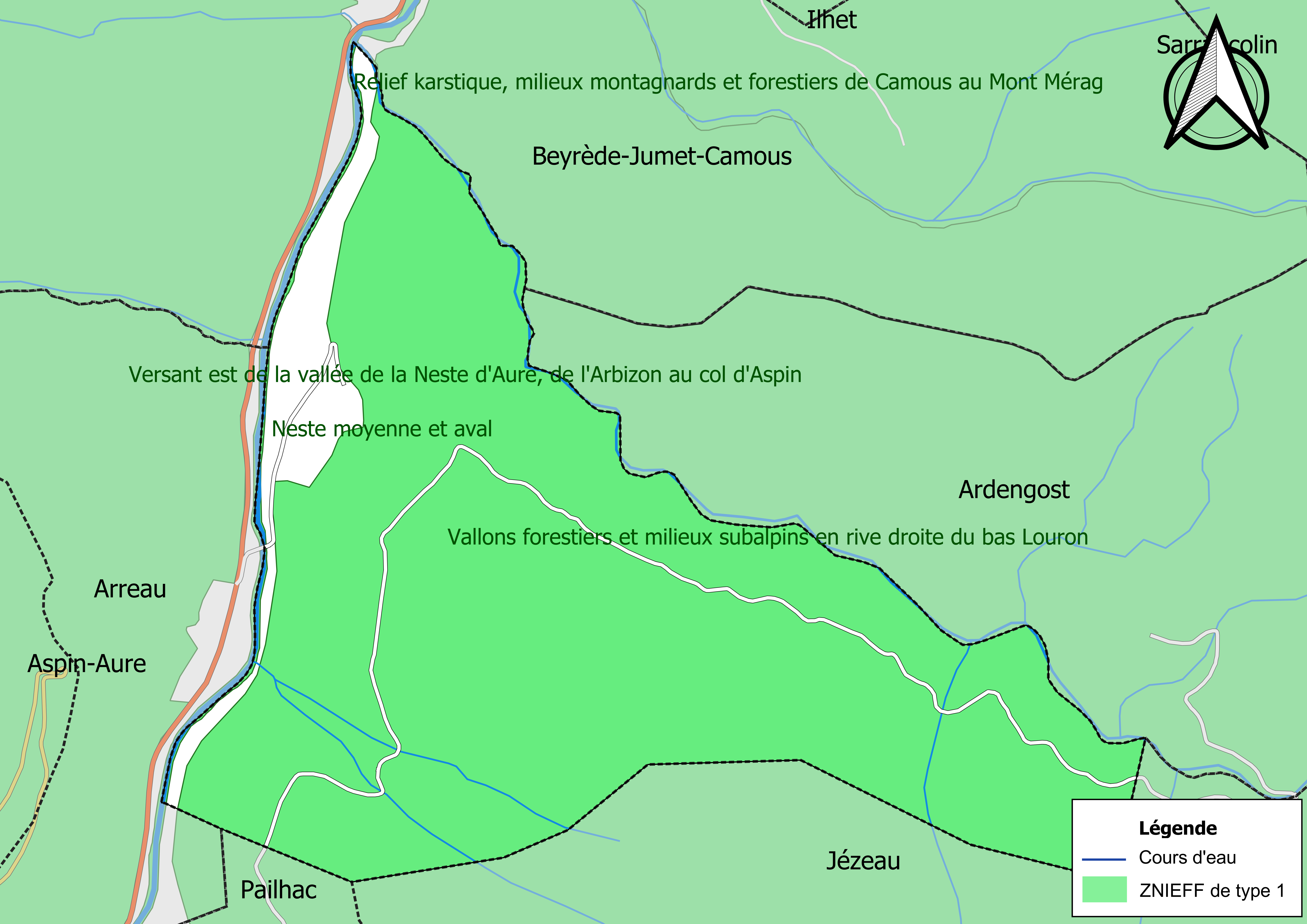
Carte des ZNIEFF de type 1 sur la commune.
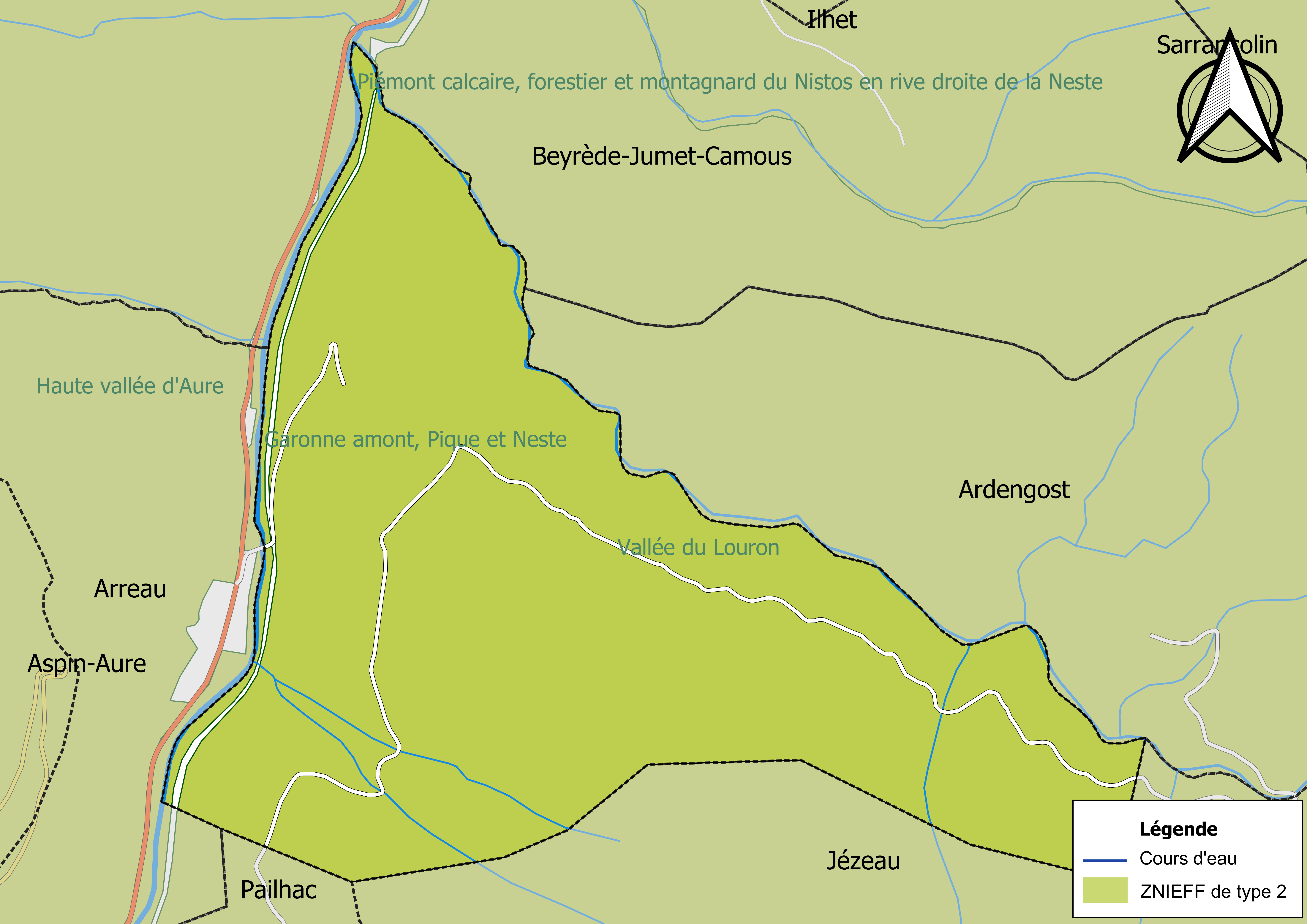
Carte des ZNIEFF de type 2 sur la commune.

## Urbanisme

### Typologie
Au 1er janvier 2024, Fréchet-Aure est catégorisée commune rurale à habitat très dispersé, selon la nouvelle grille communale de densité à sept niveaux définie par l'Insee en 2022.
Elle est située hors unité urbaine et hors attraction des villes,.

### Occupation des sols
L'occupation des sols de la commune, telle qu'elle ressort de la base de données européenne d’occupation biophysique des sols Corine Land Cover (CLC), est marquée par l'importance des forêts et milieux semi-naturels (97,2 % en 2018), une proportion identique à celle de 1990 (97,2 %). La répartition détaillée en 2018 est la suivante : 
forêts (97,2 %), prairies (2,4 %), zones agricoles hétérogènes (0,5 %).
L'IGN met par ailleurs à disposition un outil en ligne permettant de comparer l’évolution dans le temps de l’occupation des sols de la commune (ou de territoires à des échelles différentes). Plusieurs époques sont accessibles sous forme de cartes ou photos aériennes : la carte de Cassini (XVIIIe siècle), la carte d'état-major (1820-1866) et la période actuelle (1950 à aujourd'hui).

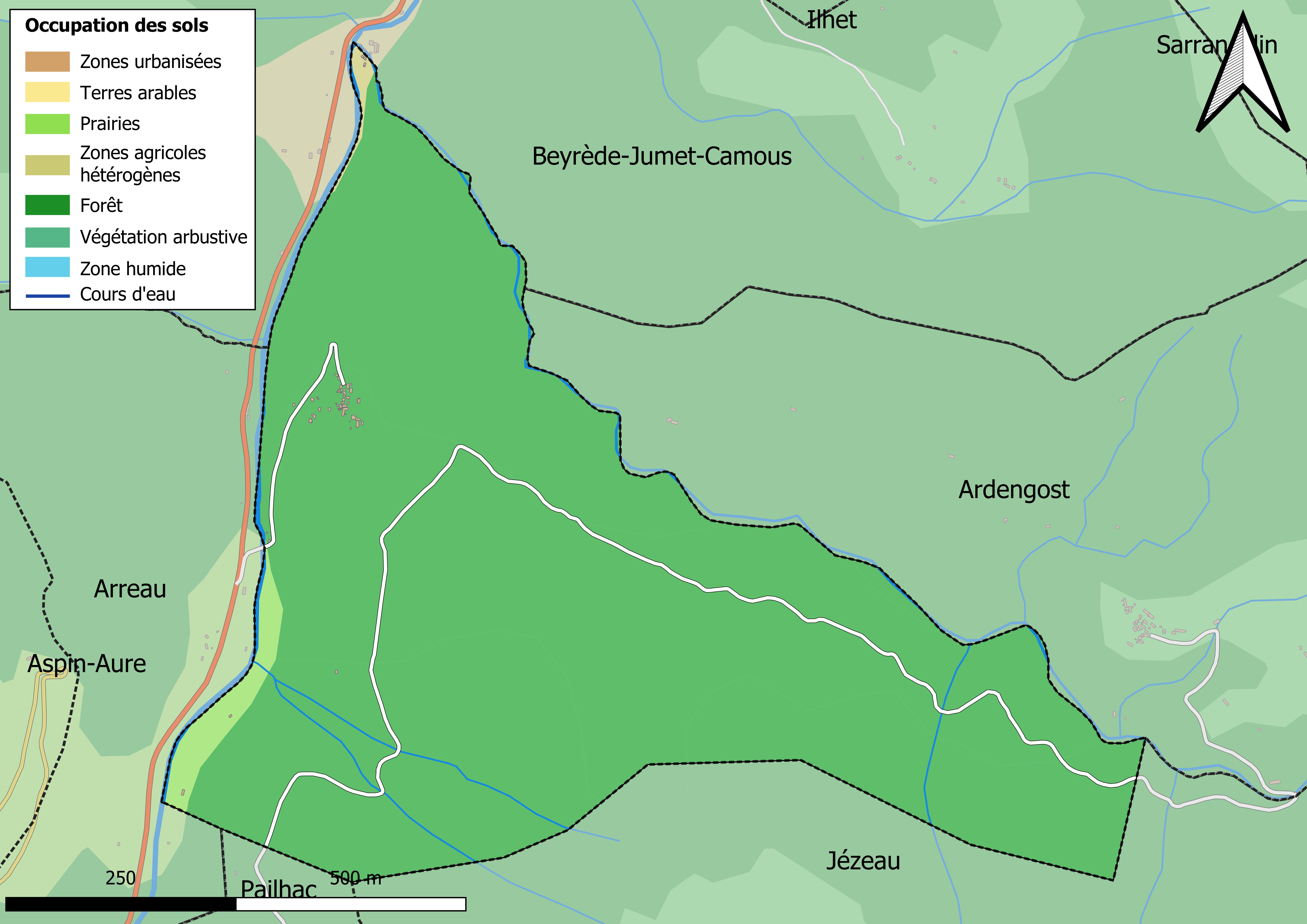
Carte des infrastructures et de l'occupation des sols en 2018 (CLC) de la commune.
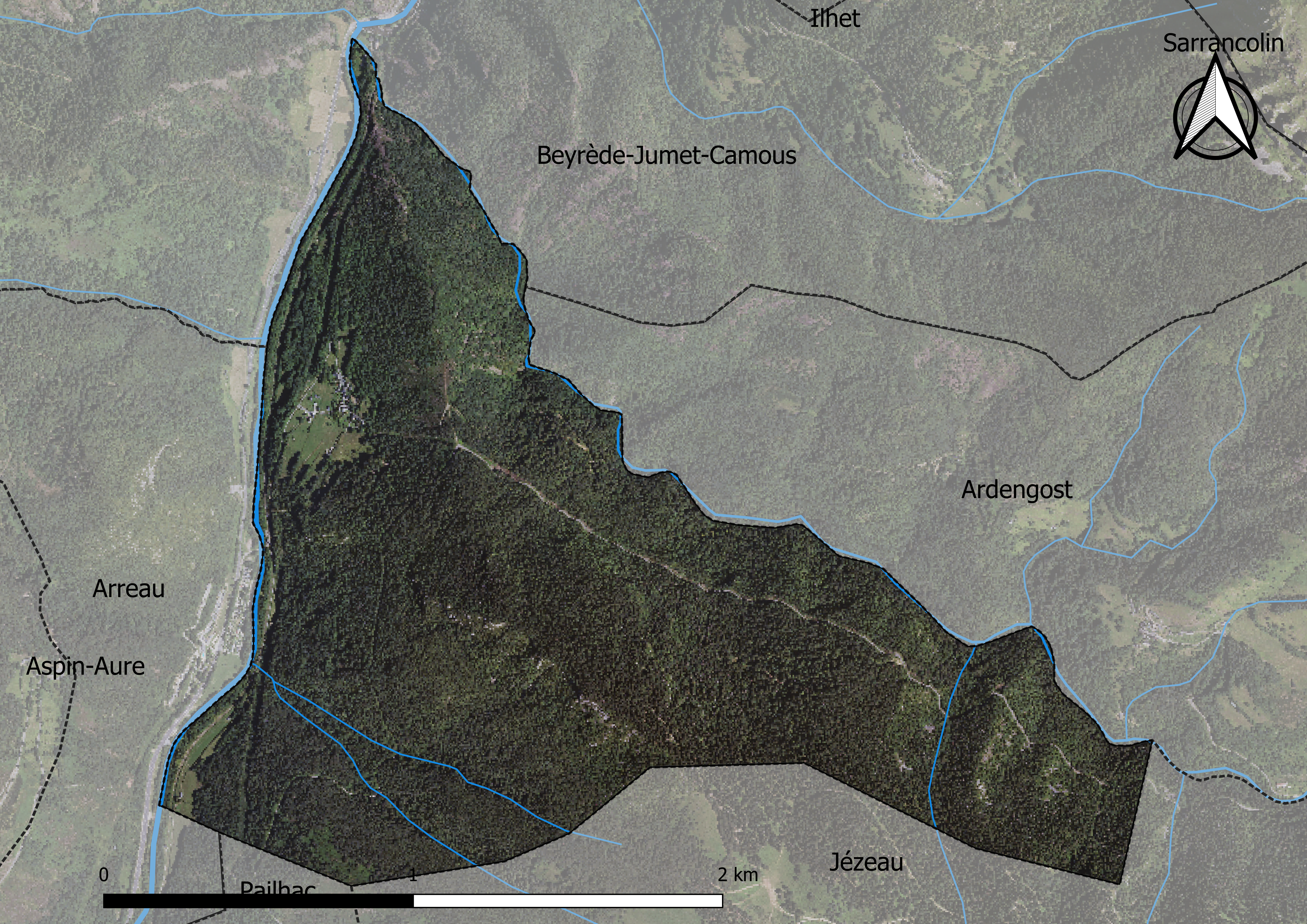
Carte orthophotogrammétrique de la commune.

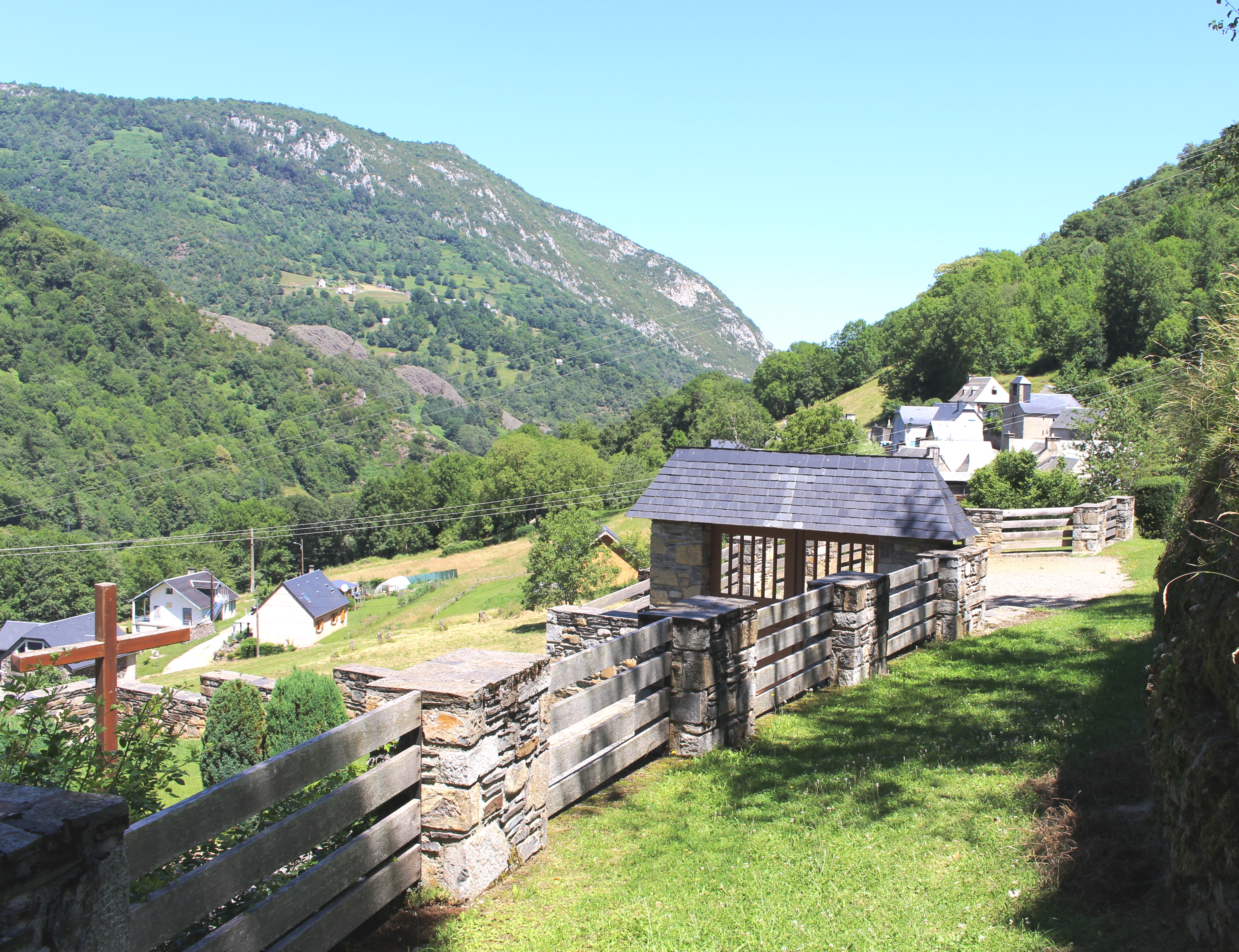
Vue depuis le cimetère.

### Logement
En 2012, le nombre total de logements dans la commune est de 18.

Parmi ces logements, 33.3  % sont des résidences principales, 61.1  % des résidences secondaires  5.6  % des logements vacants.

### Voies de communication et transports

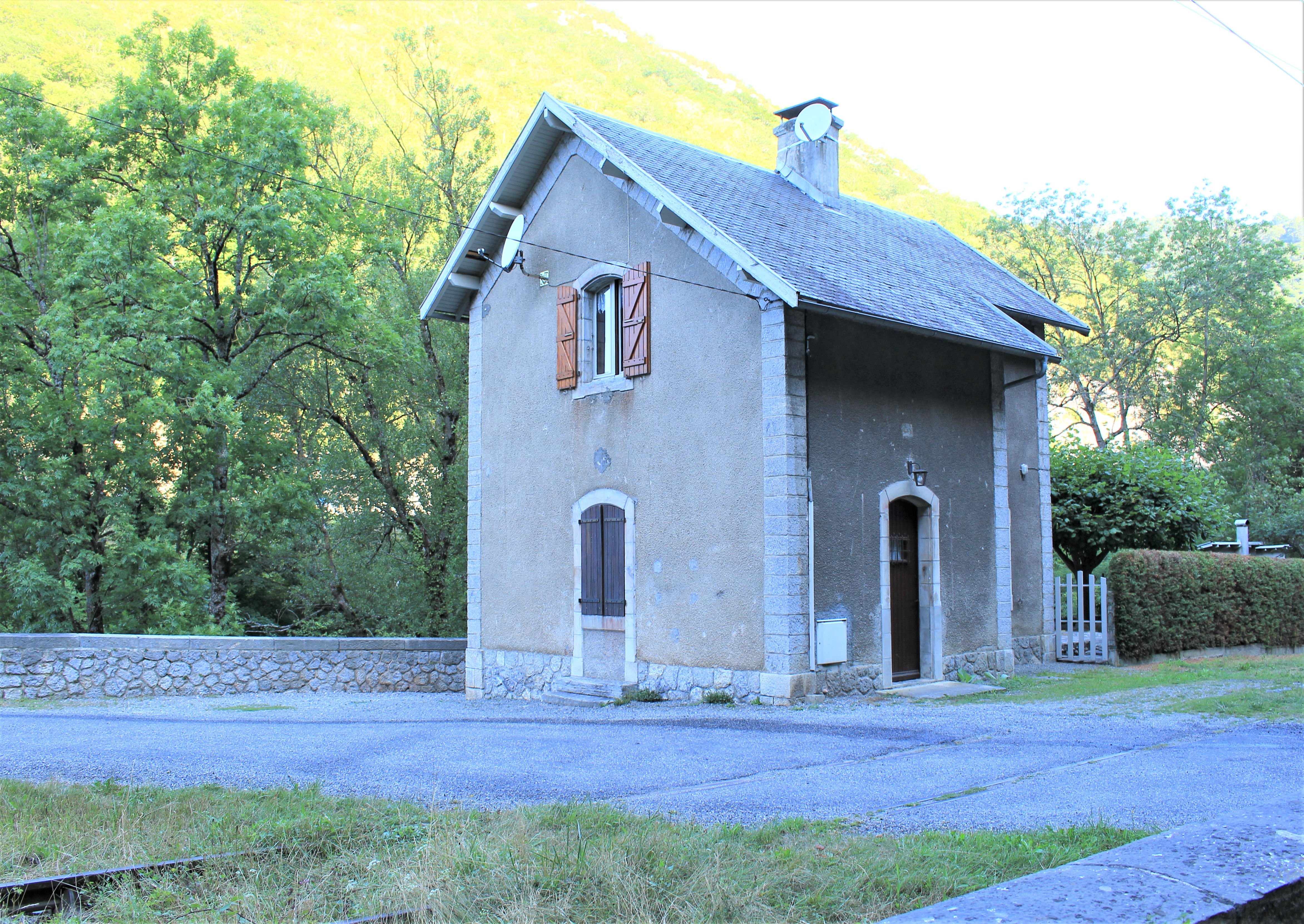
Passage à niveau ligne de Lannemezan à Arreau - Cadéac en 2022.

Cette commune est desservie par la route départementale D 109.

### Risques majeurs
Le territoire de la commune de Fréchet-Aure est vulnérable à différents aléas naturels : météorologiques (tempête, orage, neige, grand froid, canicule ou sécheresse), inondations, feux de forêts, mouvements de terrains et séisme (sismicité moyenne). Il est également exposé à un risque technologique, la rupture d'un barrage, et à un risque particulier : le risque de radon. Un site publié par le BRGM permet d'évaluer simplement et rapidement les risques d'un bien localisé soit par son adresse soit par le numéro de sa parcelle.

#### Risques naturels
Certaines parties du territoire communal sont susceptibles d’être affectées par le risque d’inondation par débordement de cours d'eau, notamment le Neste. La cartographie des zones inondables en ex-Midi-Pyrénées réalisée dans le cadre du XIe Contrat de plan État-région, visant à informer les citoyens et les décideurs sur le risque d’inondation, est accessible sur le site de la DREAL Occitanie. La commune a été reconnue en état de catastrophe naturelle au titre des dommages causés par les inondations et coulées de boue survenues en 1982, 1999, 2009 et 2013,.
Fréchet-Aure est exposée au risque de feu de forêt. Un plan départemental de protection des forêts contre les incendies a été approuvé par arrêté préfectoral le 21 avril 2020 pour la période 2020-2029. Le précédent couvrait la période 2007-2017. L’emploi du feu est régi par deux types de réglementations. D’abord le code forestier et l’arrêté préfectoral du 27 octobre 2014, qui réglementent l’emploi du feu à moins de 200 m des espaces naturels combustibles sur l’ensemble du département. Ensuite celle établie dans le cadre de la lutte contre la pollution de l’air, qui interdit le brûlage des déchets verts des particuliers. L’écobuage est quant à lui réglementé dans le cadre de commissions locales d’écobuage (CLE)

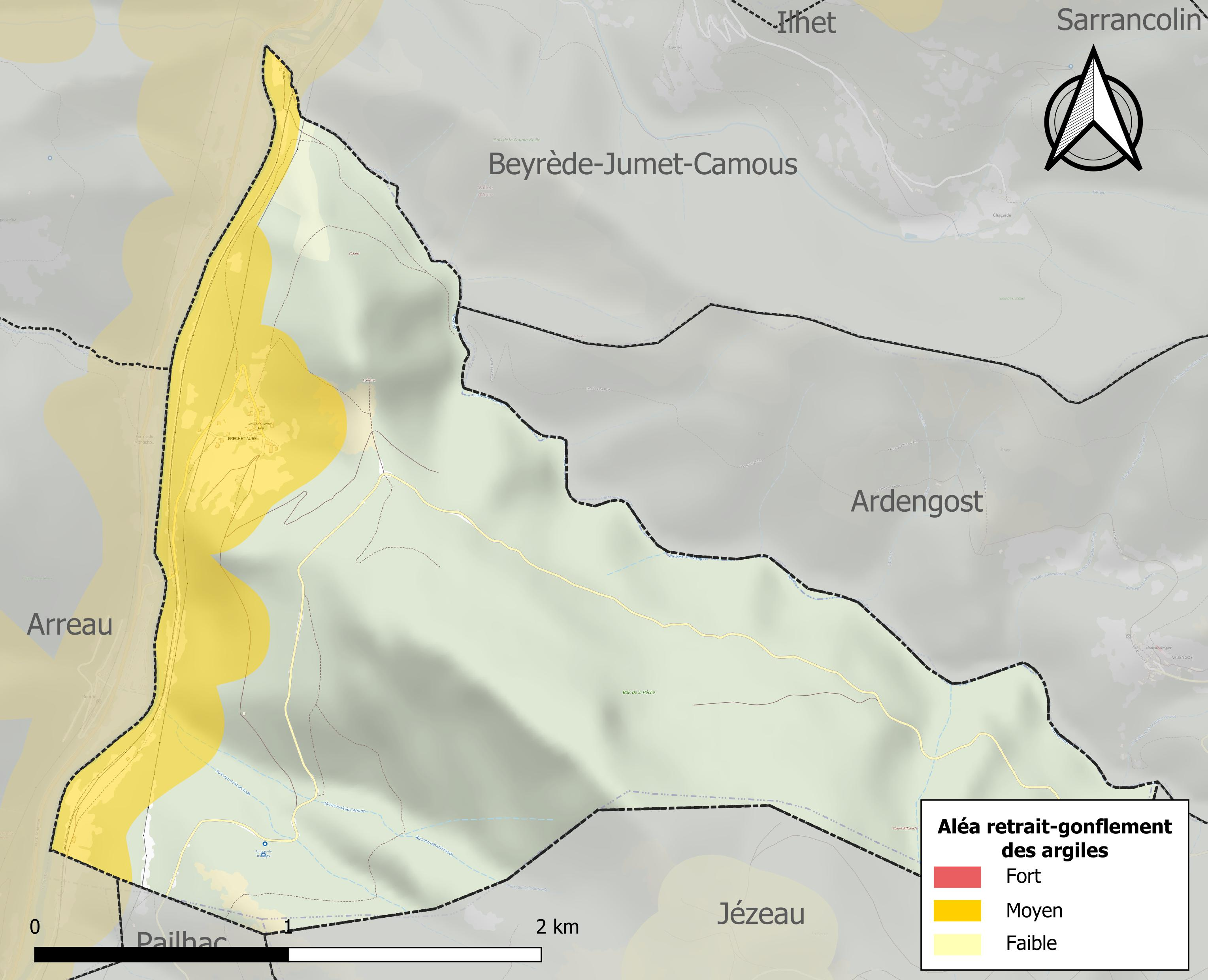
Carte des zones d'aléa retrait-gonflement des sols argileux de Fréchet-Aure.

Les mouvements de terrains susceptibles de se produire sur la commune sont des mouvements de sols liés à la présence d'argile et des tassements différentiels.
Le retrait-gonflement des sols argileux est susceptible d'engendrer des dommages importants aux bâtiments en cas d’alternance de périodes de sécheresse et de pluie. 18,1 % de la superficie communale est en aléa moyen ou fort (44,5 % au niveau départemental et 48,5 % au niveau national). Sur les 18 bâtiments dénombrés sur la commune en 2019, 17 sont en aléa moyen ou fort, soit 94 %, à comparer aux 75 % au niveau départemental et 54 % au niveau national. Une cartographie de l'exposition du territoire national au retrait gonflement des sols argileux est disponible sur le site du BRGM,.
Par ailleurs, afin de mieux appréhender le risque d’affaissement de terrain, l'inventaire national des cavités souterraines permet de localiser celles situées sur la commune.
Concernant les mouvements de terrains, la commune a été reconnue en état de catastrophe naturelle au titre des dommages causés par des mouvements de terrain en 1999.

#### Risques technologiques
La commune est en outre située en aval d'un barrage de classe A. À ce titre elle est susceptible d’être touchée par l’onde de submersion consécutive à la rupture de cet ouvrage.

#### Risque particulier
Dans plusieurs parties du territoire national, le radon, accumulé dans certains logements ou autres locaux, peut constituer une source significative d’exposition de la population aux rayonnements ionisants. Certaines communes du département sont concernées par le risque radon à un niveau plus ou moins élevé. Selon la classification de 2018, la commune de Fréchet-Aure est classée en zone 3, à savoir zone à potentiel radon significatif.

## Toponymie

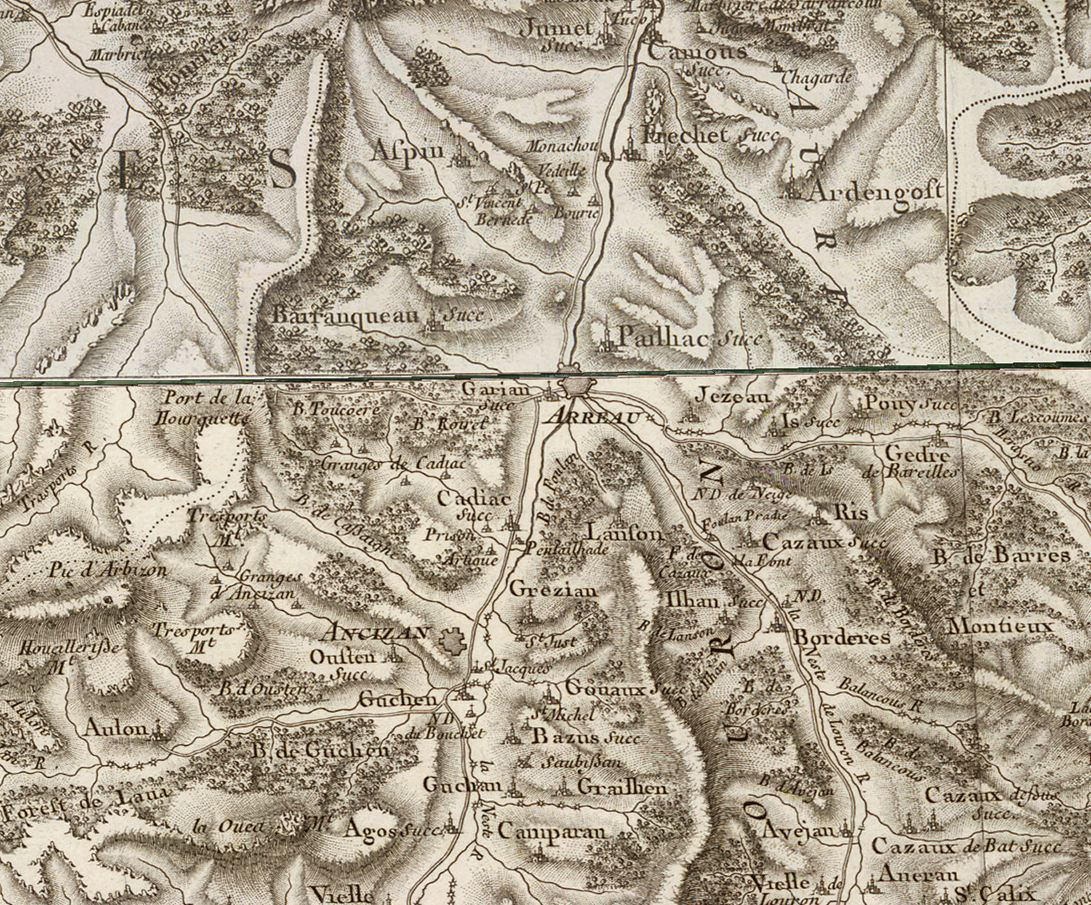
Extrait de la carte de Cassini (entre 1756 et 1789) situant Fréchet-Aure au nord d'Arreau

En occitan le nom de la commune est Hreishet.
Historiquement, elle a été attestée sous les formes suivantes : de Fraxineto (1387, latin, pouillé du Comminges), Frechet (1790, Département 1 et 2), Fréchet d’Arreau (1806, Laboulinière), Frechet (fin XVIIIe siècle, carte de Cassini).
D'origine gasconne, ce toponyme signifie « lieu planté de frênes ».

## Histoire
Le territoire communal était occupé dès le Paléolithique moyen par les néandertaliens qui ont vécu dans la grotte du Noisetier.

Au cœur du village se trouve une petite église construite en 1818. Le pont franchissant la Neste et permettant d'accéder au village a été construit en 1882. Auparavant, seul un chemin étroit en rive droite de la Neste permettait d'aller du village à Arreau.

Le village comptait 50 habitants en 1886 pour seulement 13 résidents permanents en 2007.

### Cadastre napoléonien de Fréchet-Aure
Le plan cadastral napoléonien de Fréchet-Aure est consultable sur le site des archives départementales des Hautes-Pyrénées.

## Politique et administration

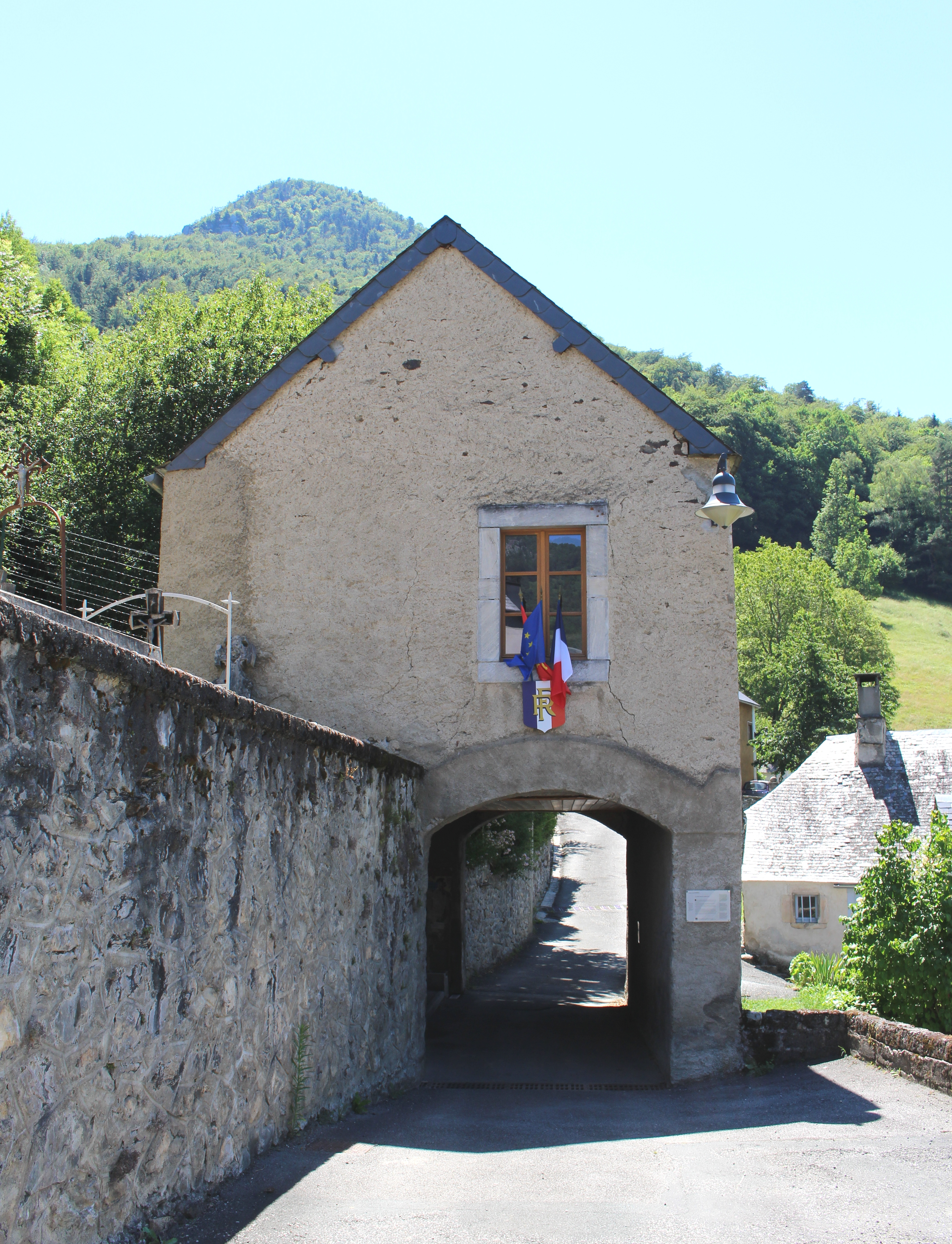
La mairie en 2016.

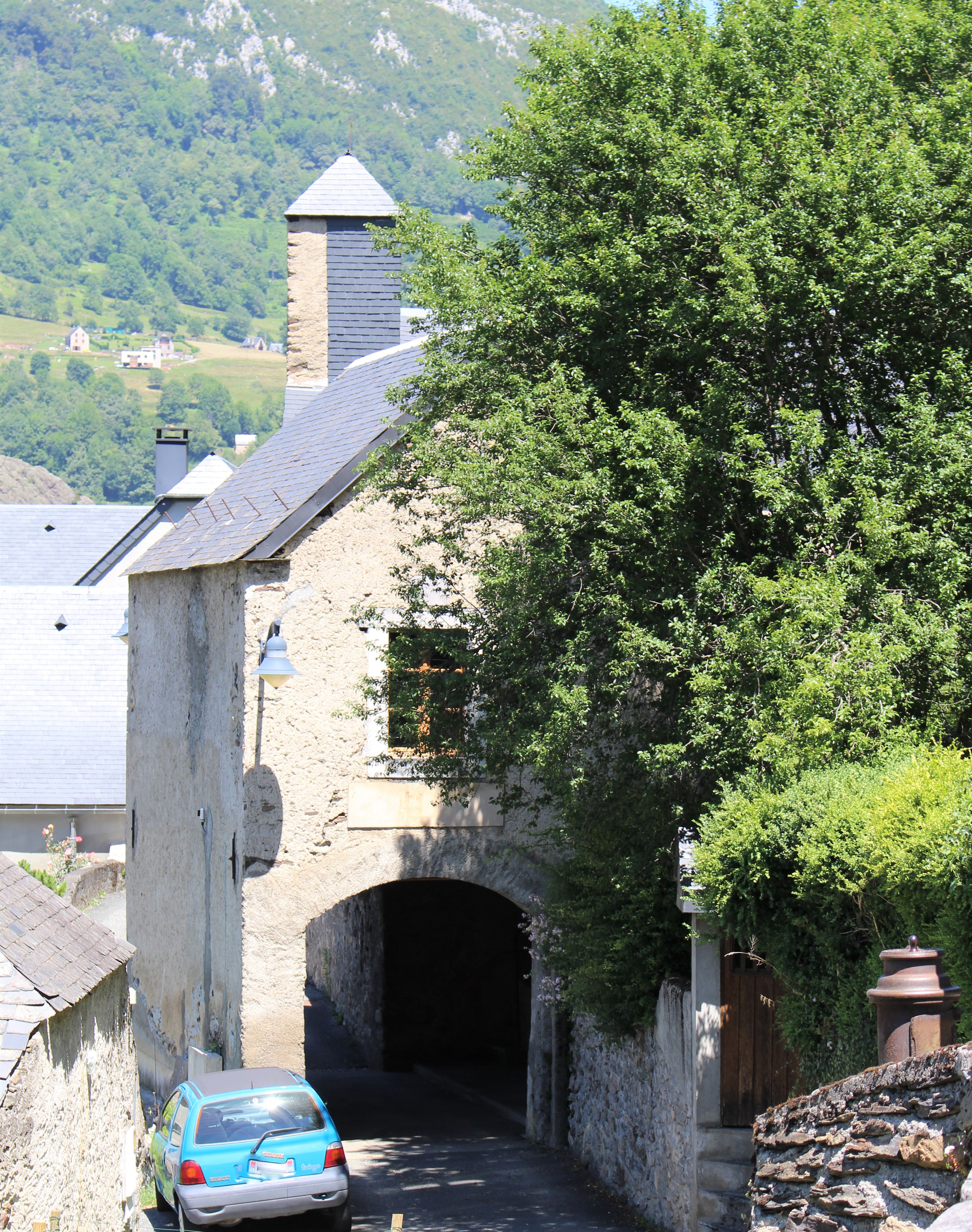

### Liste des maires
| Période                                  | Période              | Identité              | Étiquette | Qualité                                           |
| ---------------------------------------- | -------------------- | --------------------- | --------- | ------------------------------------------------- |
| Les données manquantes sont à compléter. |                      |                       |           |                                                   |
|                                          |                      |                       |           |                                                   |
| mars 1977                                | janvier 2013 (décès) | Joseph Campo          | PS        | Conseiller général du canton d'Arreau (1979-1992) |
| mars 2014                                | En cours             | Marie-Josée Rodriguez |           |                                                   |

### Rattachements administratifs et électoraux

#### Historique administratif
Sénéchaussée d'Auch, élection de Rivière-Verdun, canton de Sarrancolin (1790), d'Arreau (depuis 1801). A porté le nom d'usage de Fréchet d'Arreau.

#### Intercommunalité
Fréchet-Aure appartient à la communauté de communes Aure Louron créée au 1er janvier 2017 et qui réunit 47 communes.

## Population et société

### Démographie

#### Évolution démographique
L'évolution du nombre d'habitants est connue à travers les recensements de la population effectués dans la commune depuis 1793. Pour les communes de moins de 10 000 habitants, une enquête de recensement portant sur toute la population est réalisée tous les cinq ans, les populations de référence des années intermédiaires étant quant à elles estimées par interpolation ou extrapolation. Pour la commune, le premier recensement exhaustif entrant dans le cadre du nouveau dispositif a été réalisé en 2005.

En 2022, la commune comptait 16 habitants, en évolution de +23,08 % par rapport à 2016 (Hautes-Pyrénées : +1,59 %, France hors Mayotte : +2,11 %).
| 1793 | 1800 | 1806 | 1821 | 1831 | 1836 | 1841 | 1846 | 1851 |
| ---- | ---- | ---- | ---- | ---- | ---- | ---- | ---- | ---- |
| 68   | 69   | 52   | 72   | 81   | 80   | 75   | 69   | 48   |

| 1856 | 1861 | 1866 | 1872 | 1876 | 1881 | 1886 | 1891 | 1896 |
| ---- | ---- | ---- | ---- | ---- | ---- | ---- | ---- | ---- |
| 57   | 46   | 51   | 47   | 48   | 44   | 50   | 51   | 45   |

| 1901 | 1906 | 1911 | 1921 | 1926 | 1931 | 1936 | 1946 | 1954 |
| ---- | ---- | ---- | ---- | ---- | ---- | ---- | ---- | ---- |
| 49   | 34   | 32   | 34   | 30   | 28   | 28   | 17   | 13   |

| 1962 | 1968 | 1975 | 1982 | 1990 | 1999 | 2005 | 2006 | 2010 |
| ---- | ---- | ---- | ---- | ---- | ---- | ---- | ---- | ---- |
| 11   | 15   | 7    | 10   | 15   | 10   | 13   | 13   | 13   |

| 2015 | 2020 | 2022 | - | - | - | - | - | - |
| ---- | ---- | ---- | - | - | - | - | - | - |
| 12   | 14   | 16   | - | - | - | - | - | - |

### Enseignement
La commune dépend de l'académie de Toulouse. Elle ne dispose plus d'école en 2016.

## Économie

### Emploi
|                | 2008   | 2013   | 2018  |
| -------------- | ------ | ------ | ----- |
| Commune        | 12,5 % | 14,3 % | 50 %  |
| Département    | 7,7 %  | 9,4 %  | 9,8 % |
| France entière | 8,3 %  | 10 %   | 10 %  |

En 2018, la population âgée de 15 à 64 ans s'élève à 6 personnes, parmi lesquelles on compte 100 % d'actifs (50 % ayant un emploi et 50 % de chômeurs) et 0 % d'inactifs,. Depuis 2008, le taux de chômage communal (au sens du recensement) des 15-64 ans est supérieur à celui de la France et du département.
La commune est hors attraction des villes,. Elle ne compte aucun emploi en 2018, contre 0 en 2013 et 0 en 2008. Le nombre d'actifs ayant un emploi résidant dans la commune est de 3, soit un taux d'activité parmi les 15 ans ou plus de 50 %.
Sur ces 3 actifs de 15 ans ou plus ayant un emploi, aucun ne travaille dans la commune. Pour se rendre au travail, la totalité des habitants utilise un véhicule personnel ou de fonction à quatre roues.

## Culture locale et patrimoine

### Lieux et monuments
- Église Saint-Saturnin de Fréchet-Aure.

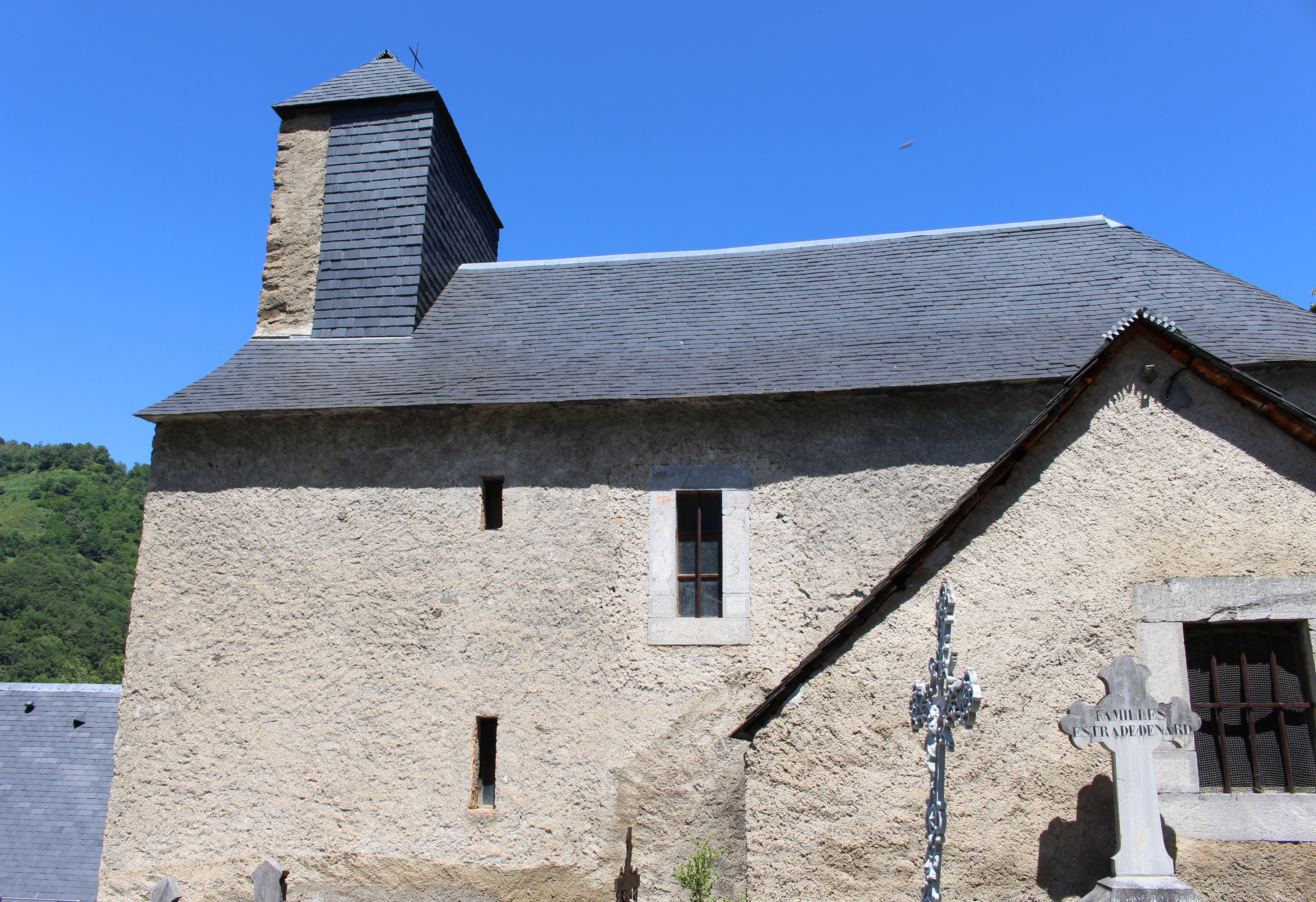
L'église Saint-Saturnin en 2016.

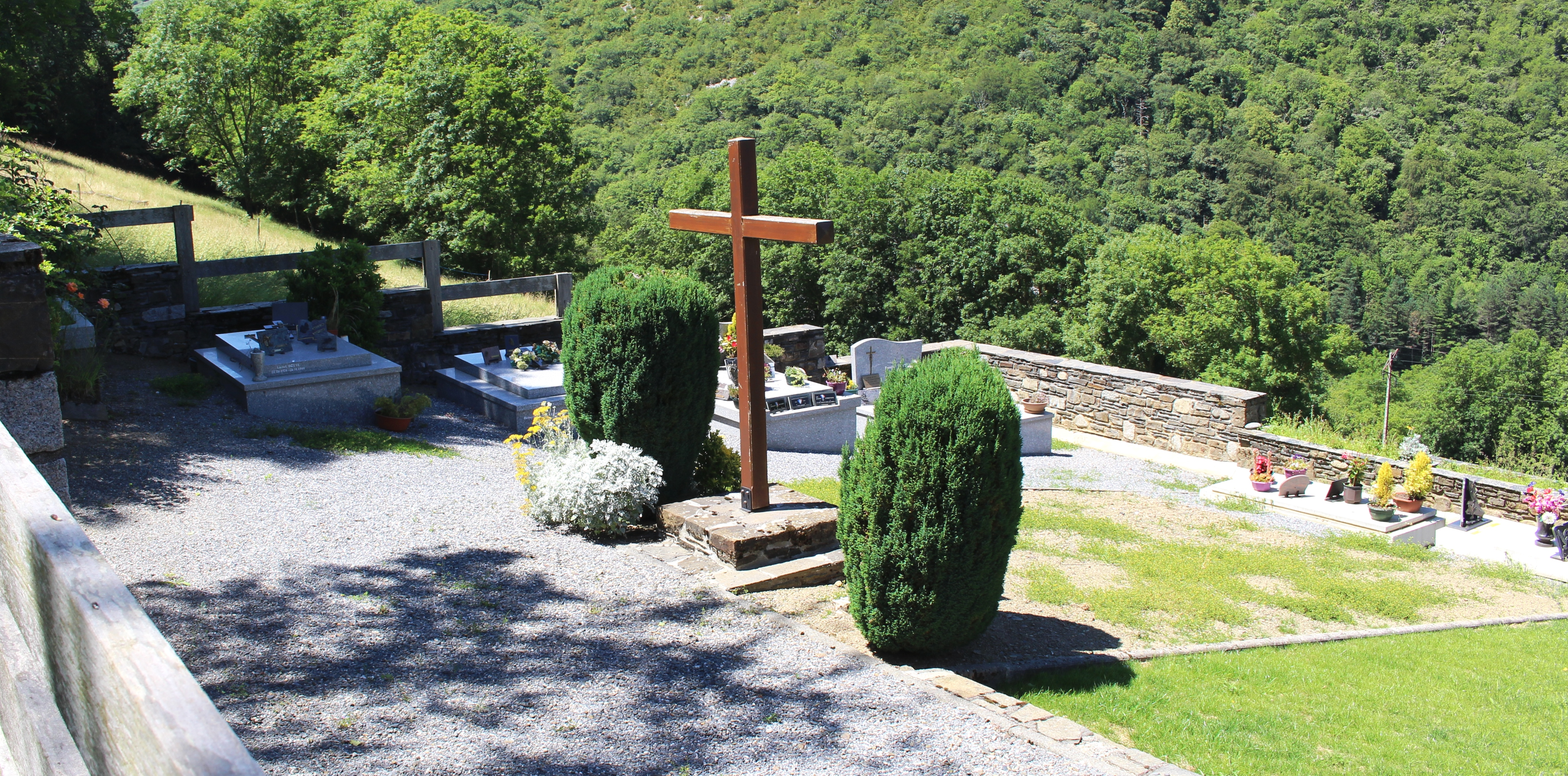
Le cimetière.

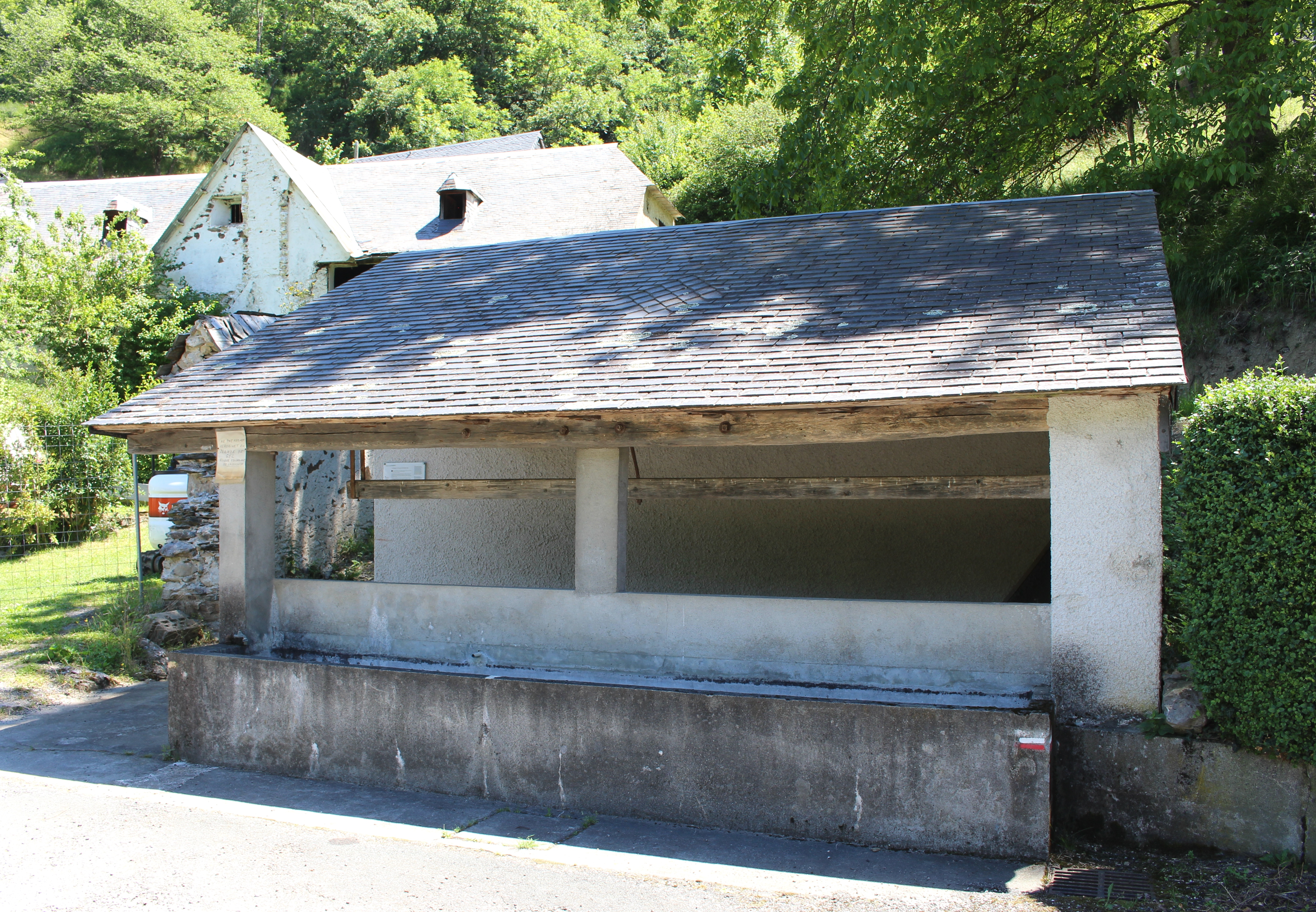
Le lavoir en 2016.

- Grotte du Noisetier.
- Lavoir de Fréchet-Aure.

Sélection de vues diverses
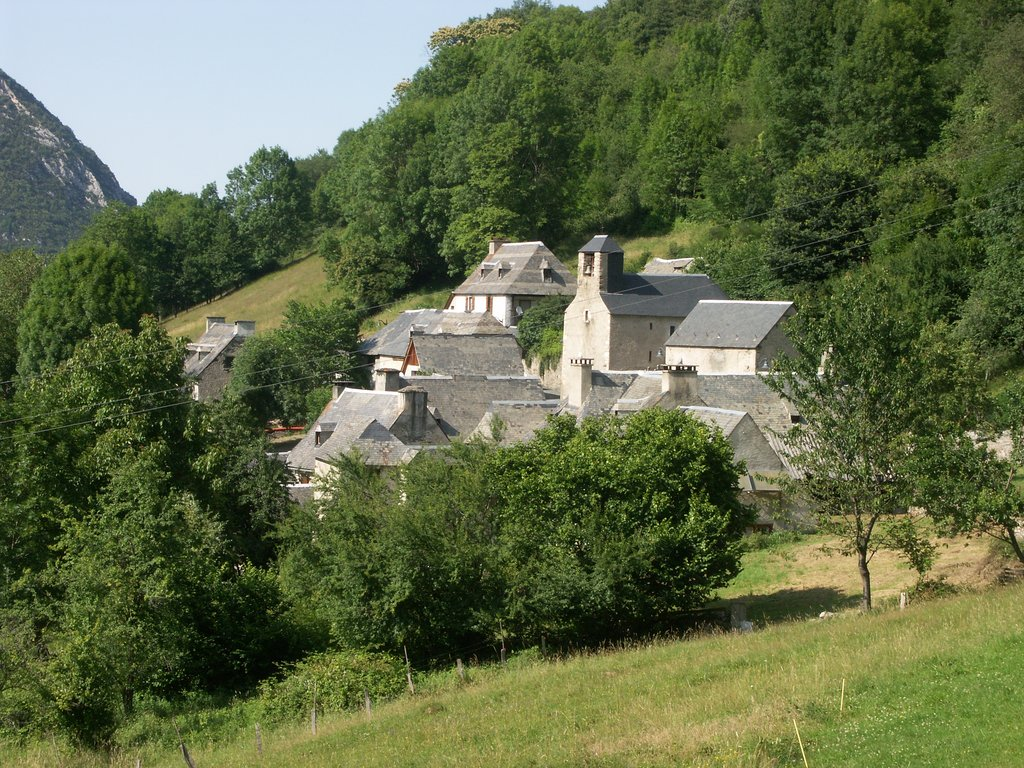
Vue de Fréchet-Aure.
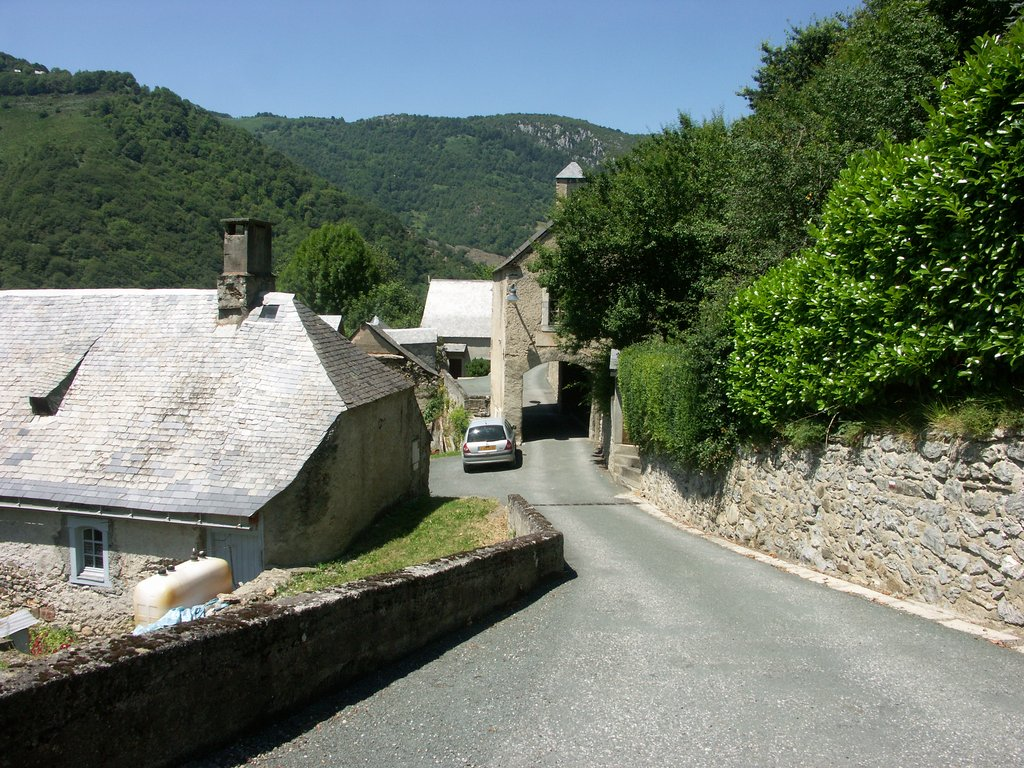
Rue principale.

### Personnalités liées à la commune
- Joseph Campo a été maire de Fréchet-Aure de 1977 à son décès en janvier 2013[52]. En 2011, il était devenu le doyen des maires de France, ce qui lui a valu l'attribution de la Croix de chevalier de l'ordre national du Mérite. Né le 15 juillet 1919, il s'est vu décerner en 2011 le grade de chevalier dans l'Ordre national de la Légion d'honneur en tant qu'ancien combattant de la guerre 1939-1945 : affecté au Maroc en 1940, il débarque en Italie en 1942 dans le Corps expéditionnaire français puis prend part aux combats du Monte Cassino, du Garigliano et de Sienne, où il est grièvement blessé. Officier des Palmes académiques pour son parcours d'enseignant au collège d'Arreau, il a également été conseiller général du canton d'Arreau de 1979 à 1992[53].

### Héraldique
| Blason | Blasonnement : D'argent à 2 frênes de sinople sur un tertre de même ; au chef d'azur chargé de 2 lézards passants affrontés d'argent. Commentaires : Vérifié auprès de la mairie (avril 2015). |